# Velika nagrada Nemčije 1939
Velika nagrada Nemčije 1939 je bila tretja dirka evropskega avtomobilističnega prvenstva v sezoni 1939. Potekala je 23. julija 1939 na nemškem cestnem dirkališču Nürburgring-Nordschleife pred 300.000 gledalci.

## Poročilo

### Pred dirko
Auto Union je na glavno domačo dirko sezone pripeljal pet dirkalnikov, Mercedes-Benz pa štiri. Moštvo Maserati ja na dirko pripeljalo dva dirkalnika Maserati 8CTF, to je bila edina dirka sezone, na kateri je moštvo nastopilo, Raymond Sommer pa je bil edini dirkač Alfe Romeo, sicer je nastopal kot privatnik. Moštvo Ecurie Lucy O'Reilly Schell je na dirko pripeljalo dva dirkalnika Delahaye 145, moštvo Süddeutsche Renngemeinschaft s srebrno obarvanimi Maseratiji pa je na dirko prijavilo dva dirkača, toda Heinz Dipper se dirke ni udeležil. Kot privatnika sta se dirke udeležila še Adolfo Mandirola in Robert Mazaud. Mercedesovo moštvo je pred dirko veliko delalo na odpravi vzrokov za težave z motorji, ki so se pokazale na dirki za Veliko nagrado Francije, prepričani so bili, da bodo njihovi dirkalniki tokrat zdržali napore dirke. 
Na prostih treningih je dominiral Hermann Lang, ki je dirkal v svojem razredu. S časom 9:43,1 je premagal rekord Bernda Rosemeyerja izpred dveh let. V prvo vrsto sta se zvrstila še Manfred von Brauchitsch in Rudolf Caracciola, toda za Langom sta zaostala osem oziroma dvanajst minut. Debitant Heinz Brendel je osvojil peto štartno vrsto. Dirkalnik Tazia Nuvolarija je po koncu zadnjega prostega treninga zagorel, Georg Meier pa je tako zletel s steze kot tudi uničil motor, zato so imeli Auto Unionovi mehaniki v dnevu in noči pred štartom dirke veliko dela.

### Dirka
Na dan dirke se je ob stezi zbralo okoli 300.000 gledalcev, na delih steze je bila megla, občasno pa je tudi deževalo. Na štartu dirke je povedel von Brauchitsch, sledili so mu Hans Stuck, Lang in Caracciola. Ob zaviranju za prvi ovinek se je Lang prebil v vodstvo in se neverjetno hitro odpeljal tekmecem. Tudi Lang je težko verjel napisu svojih mehanikov, da je imel po prvem krogu osemindvajset sekund prednosti. Von Brauchitsch je bil drugi, za njim pa so dirkali še Hermann Paul Müller, Caracciola, Nuvolari in Paul Pietsch. Stuck in Raymond Sommer sta že odstopila, Luigi Villoresi je bil v boksih za menjavo svečk, njegov moštveni kolega Pietsch pa se je prebijal v ospredje. Lang je drugi krog odpeljal nekoliko počasneje tako, da se je njegova prednost povečala na štirideset sekund. Toda v tretjem krogu je zaslišal iz motorja enake zvoke, kot na dirki za Veliko nagrado Francije, in odločil se je odstopiti raje, kot da bi do konca uničil motor. Tudi von Brauchitsch je moral v bokse na menjavo svečk, s čimer je vodstvo prevzel Pietsch, ki pa ga je držal le en krog, kajti zaradi težav z zavorami je moral mimo spustiti Nuvolarija in zaviti v bokse. Alfred Neubauer je debitantu Brendlu signaliziral naj zapelje v bokse in dirkalnik preda Langu, toda ignoriral je ukaz svojega športnega direktorja in odpeljal krog s časom 10:28, ki je bil do tedaj najhitrejši krog dirke. Pred ovinkom Adenauer Brügge se je Pietsch zavrtel in Brendel je zletel v jarek, ko se mu je poskušal izogniti, kar je Neubauerja še dodatno razbesnelo. Brendel je telefoniral v bokse in prosil, da ga pobere avtomobil in ga pripelje do boksov, toda Neubauer mu je odgovoril, naj kar začne hoditi. 
Zdaj je začelo deževati na celotni stezi in zaradi mraza je imelo več dirkalnikov težave s svečkami, tudi Meier in Pietsch. Nuvolari je še vedno vodil, sledila sta mu Müller in Caracciola, edini preostali Mercedesov dirkač, kajti tudi von Brauchitsch je že bil odstopil. Caracciola se je prebil na drugo mesto in za vodilnim zaostajal pet sekund, med tem pa je odstopil Villoresi zaradi predrtega rezervoarja za gorivo. Po petih krogih v vodstvu je moral Nuvolari na postanek v bokse za pregled motorja in vodstvo je prvič prevzel Caracciola. Krog kasneje je Nuvolari opravil še postanek za menjavo pnevmatik in dolivanje goriva, zato je izgubil še nekaj mest. Za Caracciolo so bili tako uvrščeni Rudolf Hasse, Müller, Nuvolari, Pietsch, René Dreyfus, Meier, Leonhard Joa, Raph, Robert Mazaud in Adolfo Mandirola. Caracciola je v devetem krogu opravil postanek za menjavo svečk in gum ter dolivanje goriva, ki je trajal 1:23, padel je na tretje mesto. Moštvo Auto Uniona je zaradi hitrejših postankov v boksih prišlo do dvojnega vodstva, Hasse, katerega postanek je trajal sedemintrideset sekund, pred Müllerjem, štiriinštirideset sekund, ki je zaostajal za petnajst sekund, sledili so jima še Caracciola, Nuvolari, Pietsch, Meier in Dreyfus. Dež je začel padati močneje in Caracciola, ki je veljal za specialista za dežne dirke, je prehitel Müllerja za drugo mesto. Pred ovinkom Fuchsröhre se je na dirkalniku Meierja zlomila prednja os, kljub temu pa je uspel zaustaviti dirkalnik. Caracciola je že kmalu prehitel tudi Hasseja in prevzel vodstvo, v poskusu, da bi mu sledil, pa je Hasse zletel s steze in moral odstopiti. 
Müller je zaostajal pol minute za Caracciolo, tretjeuvrščeni Nuvolari pa se je ubadal z načetim motorjem. Italijanski dirkač je v šestnajstem krogu opravil drugi postanek za dolivanje goriva. Pietsch se je dvakrat zavrtel in opravil že štiri postanke v boksih, vseeno pa je držal četrto mesto. V osemnajstem krogu je Caracciola opravil osemnajstsekundni postanek v boksih za gorivo in ostal je v vodstvu. Nuvolari je moral odstopiti zaradi eksplozije motorja, Müller pa je tudi opravil postanek v boksih za gorivo. V zadnjih krogih je Caracciola zanesljivo držal vodstvo, v dvajsetem krogu je postavil tudi najhitrejši krog dirke in dosegel svojo šesto zmago na dirki za Veliko nagrado Nemčije, kar je vse do danes rekord. To je bila tudi njegova zadnja zmaga v karieri, ki jo je predčasno končal izbruh Druge svetovne vojne. Müller je osvojil drugo mesto, Pietsch pa tretje. Za njimi pa so se uvrstili še Dreyfus, Raph in Mazaud, vsi trije z dirkalniki Delahaye. Po dirki je Rudolf Uhlenhaut pregledal Langov dirkalnik in ni mogel najti okvare. Jezni Lang je zahteval, da takoj razdre motor. 

## Rezultati

### Štartna vrsta
| _______3_______ Caracciola Mercedes-Benz 9:56,0 |                                               | _______2_______ von Brauchitsch Mercedes-Benz 9:51,0 |                                          | _______1_______ Lang Mercedes-Benz 9:43,1   |
|                                                 | _______5_______ Brendel Mercedes-Benz 10:09,4 |                                                      | _______4_______ Müller Auto Union 9:59,3 |                                             |
| _______8_______ Pietsch Maserati 10:14,0        |                                               | _______7_______ Stuck Auto Union 10:13,4             |                                          | _______6_______ Nuvolari Auto Union 10:11,2 |
|                                                 | _______10_______ Hasse Auto Union 10:22,3     |                                                      | _______9_______ Meier Auto Union 10:19,0 |                                             |
| _______13_______ Sommer Alfa Romeo 12:03,3      |                                               | _______12_______ Dreyfus Delahaye 11:28,0            |                                          | _______11_______ Villoresi Maserati 10:26,0 |
|                                                 | _______15_______ Raph Delahaye 12:16,2        |                                                      | _______14_______ Joa Maserati 12:15,2    |                                             |
|                                                 | _______17_______ Mandirola Maserati 13:12,2   |                                                      | _______16_______ Mazaud Delahaye 12:53,0 |                                             |

### Dirka
| Poz | Št | Dirkač                  | Moštvo                       | Dirkalnik           | Krogi | Čas/Odstop       | Št. m. | Toč |
| --- | -- | ----------------------- | ---------------------------- | ------------------- | ----- | ---------------- | ------ | --- |
| 1   | 12 | Rudolf Caracciola       | Daimler-Benz AG              | Mercedes-Benz W154  | 22    | 4:08:41,8        | 3      | 1   |
| 2   | 6  | Hermann Paul Müller     | Auto Union                   | Auto Union D        | 22    | + 57,8 s         | 4      | 2   |
| 3   | 32 | Paul Pietsch            | Officine A. Maserati         | Maserati 8CTF       | 21    | +1 krog          | 8      | 3   |
| 4   | 24 | René Dreyfus            | Ecurie Lucy O'Reilly Schell  | Delahaye 145        | 20    | +2 kroga         | 12     | 4   |
| 5   | 26 | Raph                    | Ecurie Lucy O'Reilly Schell  | Delahaye 145        | 19    | +3 krogi         | 15     | 4   |
| 6   | 28 | Robert Mazaud           | Privatnik                    | Delahaye T135CS     | 19    | +3 krogi         | 16     | 4   |
| 7   | 40 | Leonhard Joa            | Süddeutsche Renngemeinschaft | Maserati 4CM        | 19    | +3 krogi         | 14     | 4   |
| Ods | 2  | Tazio Nuvolari          | Auto Union                   | Auto Union D        | 18    | Motor            | 6      | 4   |
| Ods | 8  | Rudolf Hasse            | Auto Union                   | Auto Union D        | 11    | Trčenje          | 10     | 5   |
| Ods | 10 | Georg Meier             | Auto Union                   | Auto Union D        | 10    | Vzmetenje        | 9      | 6   |
| DSQ | 36 | Adolfo Mandirola        | Privatnik                    | Maserati 6CM        | 9     | Diskvalifikacija | 17     | 8   |
| Ods | 30 | Luigi Villoresi         | Officine A. Maserati         | Maserati 8CTF       | 6     | Rezervoar        | 11     | 6   |
| Ods | 14 | Manfred von Brauchitsch | Daimler-Benz AG              | Mercedes-Benz W154  | 5     | Puščanje goriva  | 2      | 7   |
| Ods | 20 | Heinz Brendel           | Daimler-Benz AG              | Mercedes-Benz W154  | 3     | Trčenje          | 5      | 7   |
| Ods | 16 | Hermann Lang            | Daimler-Benz AG              | Mercedes-Benz W154  | 2     | Motor            | 1      | 7   |
| Ods | 22 | Raymond Sommer          | Privatnik                    | Alfa Romeo Tipo 308 | 0     | Motor            | 13     | 7   |
| Ods | 4  | Hans Stuck              | Auto Union                   | Auto Union D        | 0     | Motor            | 7      | 7   |
| DNS | 20 | Hans Hartmann           | Daimler-Benz AG              | Mercedes-Benz W154  |       | Rezervni dirkač  |        | 8   |
| DNA | 18 | ?                       | Daimler-Benz AG              | Mercedes-Benz W154  |       |                  |        | 8   |
| DNA | 34 | Armand Hug              | Officine A. Maserati         | Maserati 8CTF       |       | Poškodovan       |        | 8   |
| DNA | 38 | Heinz Dipper            | Süddeutsche Renngemeinschaf  | Maserati 6CM        |       |                  |        | 8   |